# Michael Keller (Politiker, 1971)

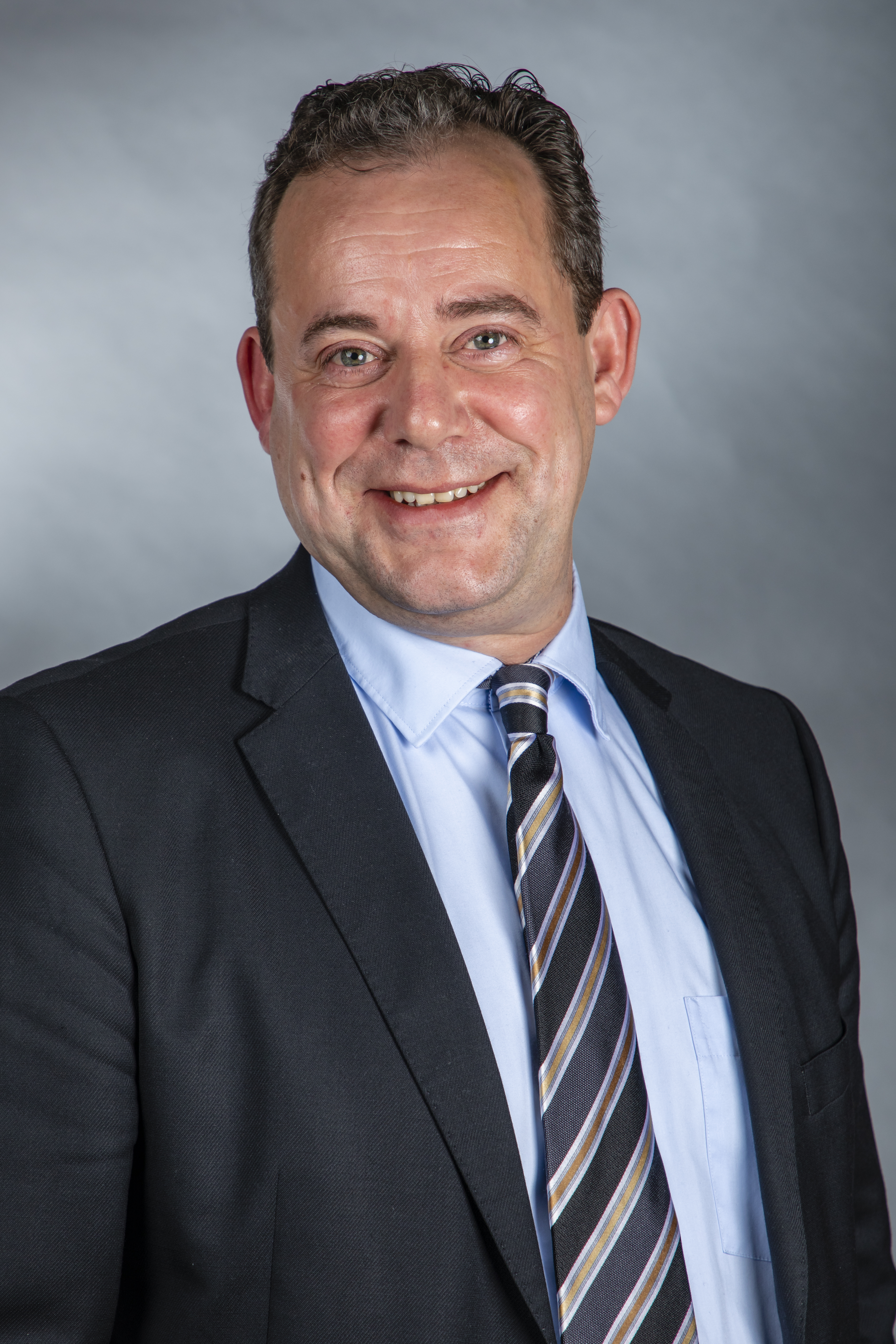
Michael Keller (2019)

Michael Keller (* 1971) ist ein deutscher Politiker (2011 Die Linke, danach bis 2023 CDU). Er war von 2019 bis 2023 Mitglied der Bremischen Bürgerschaft. 

## Biografie

### Ausbildung und Beruf
Keller bezeichnet sich als Kaufmann oder als Kinderbuchautor.
Er ist verheiratet und hat zwei Kinder.

### Politik
Keller war Mitglied der CDU im Stadtbezirksverband Bremen-Wümme und dort (2019) neuer Vorsitzender. 2018 wurde er von der CDU auf den Listenplatz 19 der CDU-Liste für die Bürgerschaftswahl 2019 gesetzt und im Mai 2019 zum Bürgerschaftsabgeordneten gewählt. Er wurde 2023 nicht wieder nominiert und trat im Juni 2023 aus der CDU aus.

### Weitere Mitgliedschaften
- Ehemaliger Vorsitzender der Förderer der Grundschule Am Borgfelder Saatland